# Leyla Qurbanova
Leyla Qurbanova (ur. 31 października 1998 roku) – azerska zapaśniczka walcząca w stylu wolnym. Mistrzyni igrzysk Solidarności Islamskiej w 2017 i 2021. Siódma w Pucharze Świata w 2017. 
Mistrzyni świata juniorów w 2015. Wicemistrzyni Europy juniorów w 2015. Druga na ME U-23 w 2017, a trzecia w 2016. Brązowa medalistka młodzieżowych igrzysk olimpijskich z 2014 roku.